# Centrodera autumnata
Centrodera autumnata är en skalbaggsart som beskrevs av John Henry Leech 1963. Centrodera autumnata ingår i släktet Centrodera och familjen långhorningar. Inga underarter finns listade.